# Litonotaster
Litonotaster is een geslacht van zeesterren uit de familie Goniasteridae.				

## Soorten
- Litonotaster africanus Halpern, 1969
- Litonotaster intermedius (Perrier, 1884)
- Litonotaster tumidus H.L. Clark, 1920